# Gonçal Peris Sarrià

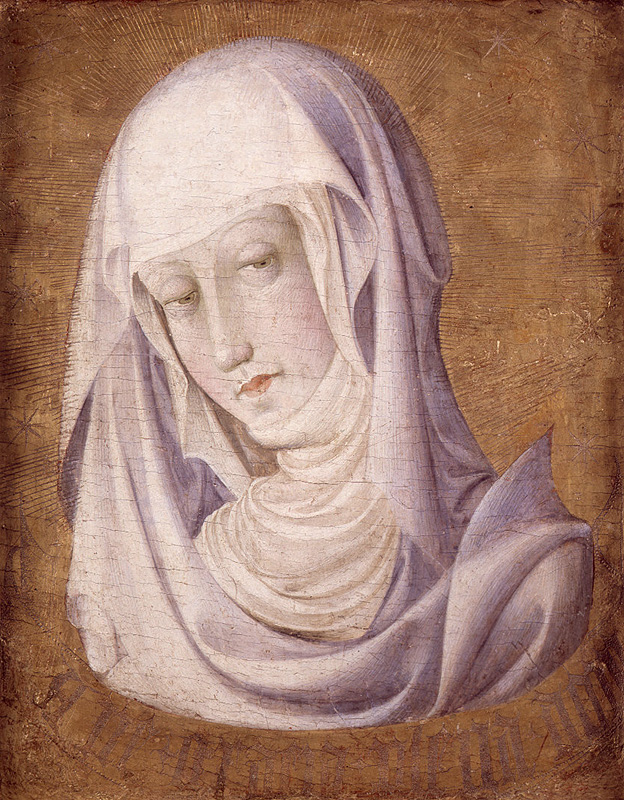
Verònica de Gonçal Peris al Museu de Belles Arts de València

Gonçal Peris o Gonçal Peris Sarrià fou un pintor documentat entre 1380 i 1451; és una de les principals figures de la pintura valenciana de la primera meitat del segle xv, junt amb Antoni Peris, Miquel Alcanyís i Jaume Mateu.
Era membre d'una família de pintors instal·lada a València al segle xiii, de la qual només s'ha pogut identificar Antoni i Gonçal Peris. La seua formació artística va tindre lloc en els últims anys del segle xiv i els primers del següent, formació feta al taller de Pere Nicolau (actiu a València des del 1390 fins a la seua mort, el 25 de juliol del 1408). Peris fou nomenat conservador dels béns del seu mestre, però al cap de poc hagué de comparèixer davant la justícia, veient-se obligat a passar aquestos béns a Jaume Mateu, hereu universal de Pere Nicolau. Des d'aleshores, passà a dirigir un taller que tenia clients de rang elevat.
Una mostra d'això, i una de les seus primeres pintures datades amb seguretat, és el retaule de Santa Marta i Sant Climent del 1412, contractat pel bisbe de Barcelona, Francesc Climent, per a la catedral de València, la taula central del qual es conserva al museu d'aquesta. Aquesta taula mostra la influència de Marçal de Sas, qui treballà amb ell i amb Pere Nicolau.
Els anys 1427 i 1428 rep pagaments, junt amb Jaume Mateu, per les pintures del sostre de la Sala del Consell de la Casa de la Ciutat de València. Aquestes pintures representaven els reis de València i estaven col·locades entre les jàssenes de l'enteixinat de la sala. Del conjunt, només se'n salvaren 4 de l'enderroc de l'edifici el 1860, conservades ara al MNAC.

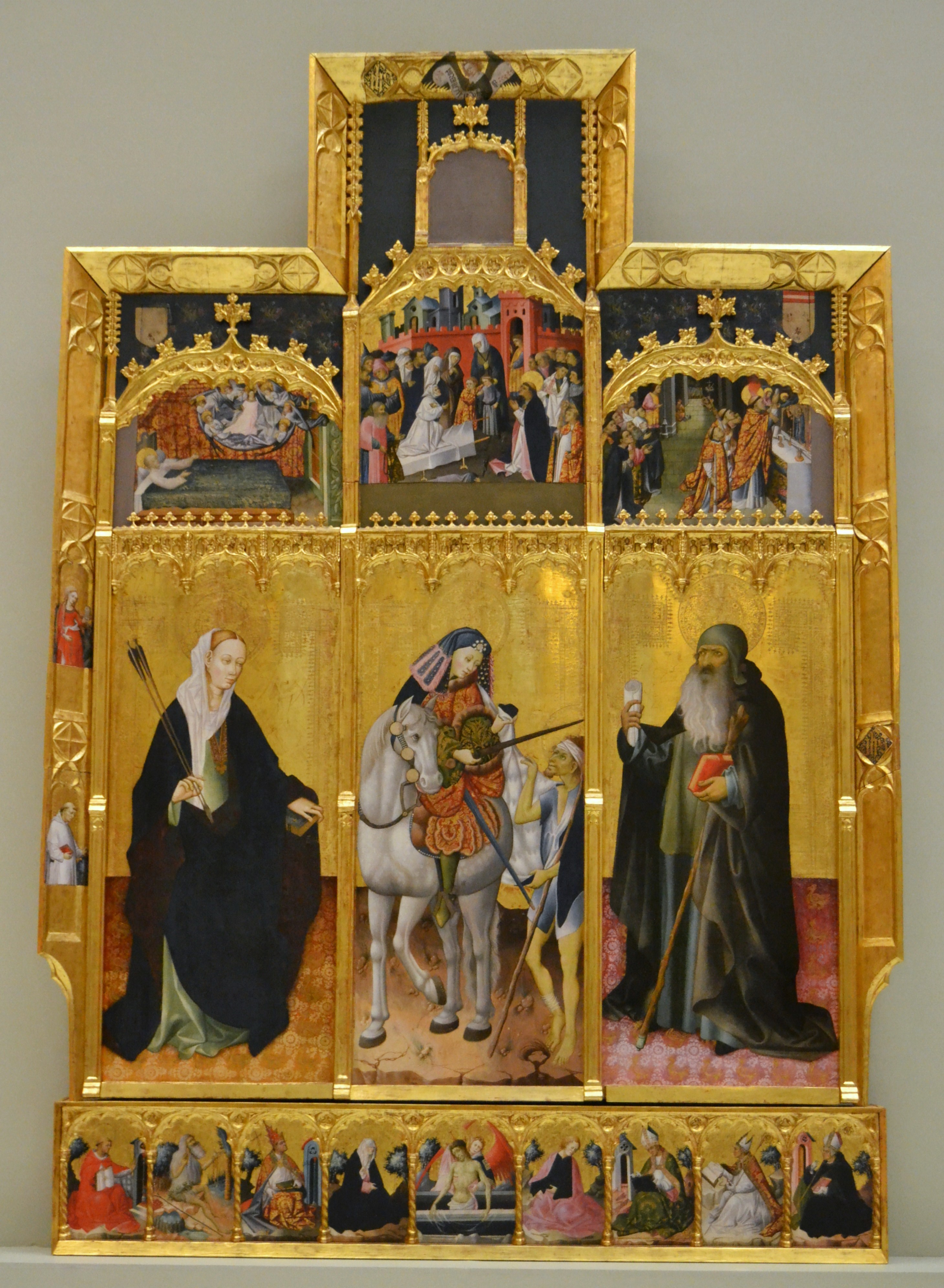
Retaule de Sant Martí, santa Úrsula i Sant Antoni

L'any 1438, li encarregaren, junt amb el seu nebot Garcia Peris i el seu alumne Joan Reixac, que analitzara una obra feta per Lluís Dalmau. Aquest havia tornat de Flandes el 1436, i introduí en la pintura valenciana els últims corrents flamencs, corrents reforçats per la presència a la ciutat, entre 1439 i 1460, del pintor de Bruges, Lluís Alimbrot. La pintura de Gonçal Peris es veurà afectada per aquest nou corrent, com es comprova en el retaule de Sant Martí, Santa Úrsula i Sant Antoni, del 1443, procedent de la cartoixa de Portaceli, conservat al Museu de Belles Arts de València i que es considera una de les peces mestres de la pintura valenciana del segle xv.
L'última notícia que es té de Gonçal Peris és el seu testament i la seua mort el 1451 a l'hospital de les Beguines de València.

## Obres
Se li atribueixen un grup homogeni d'obres, algunes de dubtosa autoria, però ací se n'esmenten algunes de les més segures:
- Retaule de Santa Marta i Sant Climent, a la catedral de València.
- Retrats dels reis d'Aragó de la Sala del Consell de València, amb Jaume Mateu, conservats al MNAC.
- Retaule de Sant Martí, Santa Úrsula i Sant Antoni, conservat al Museu de Belles Arts de València.
- Taula bifaç amb la representació d'una Verònica i una Anunciació, conservada al Museu de Belles Arts de València.
- Retaule de Santa Bàrbara, procedent de Puertomingalvo, datat entre 1410 i 1425, ara al MNAC.[1]
- Un Retaule de Sant Miquel originari de la catedral d'Albarrasí a la National Gallery of Scotland d'Edimburg.[2][3]
- Una taula amb un Sant Bartomeu al Worcester Art Museum.
- Una Verge amb el nen al Museu del Prado.
- Un Sant Doménec de Guzmán, en col·laboració amb Guerau Gener, també al Museu del Prado.[4]
- La taula principal del Sant Jaume Pelegrí, retaule (Algemesí),[5] conservada al MNAC.